# Solenostoma javanica
Solenostoma javanica là một loài Rêu trong họ Jungermanniaceae. Loài này được (Schiffner) Stephani mô tả khoa học đầu tiên năm 1901.